# Arlex Campos
Arlex Campos (San Cristóbal, Estado Táchira, Venezuela, 20 de julio de 1994) artista y muralista que emplea la técnica del Stencil en pinturas y cuadros, actualmente conocido por ser uno de los mayores representantes del arte urbano en su país, cuya obra se encuentra en expansión a nivel internacional, con presencia dentro y fuera de galerías de Street Art en Venezuela, Estados Unidos y Colombia. Al presente reside en la ciudad de Miami, Florida, donde realiza gran parte de sus pinturas.

## Biografía
Arlex Campos, oriundo de la ciudad de San Cristóbal que pertenece al Estado Táchira, nació en el año 1994. Hijo de Abelardo Campos (Preparador físico entre 1984-1986 y presidente del Deportivo Táchira Fútbol Club en 1996) y Belkys Colmenares. Desde muy pequeño se sintió atraído por la pintura y el arte urbano, por lo cual solía plasmar sus creaciones en todo tipo de superficie y desde los 4 años inició su formación en dibujo y pintura.
La infancia de Arlex no sólo giró en torno de arte, pues su familia estuvo muy vinculada con distintas disciplinas deportivas, lo que indudablemente influyó en el desarrollo del artista.

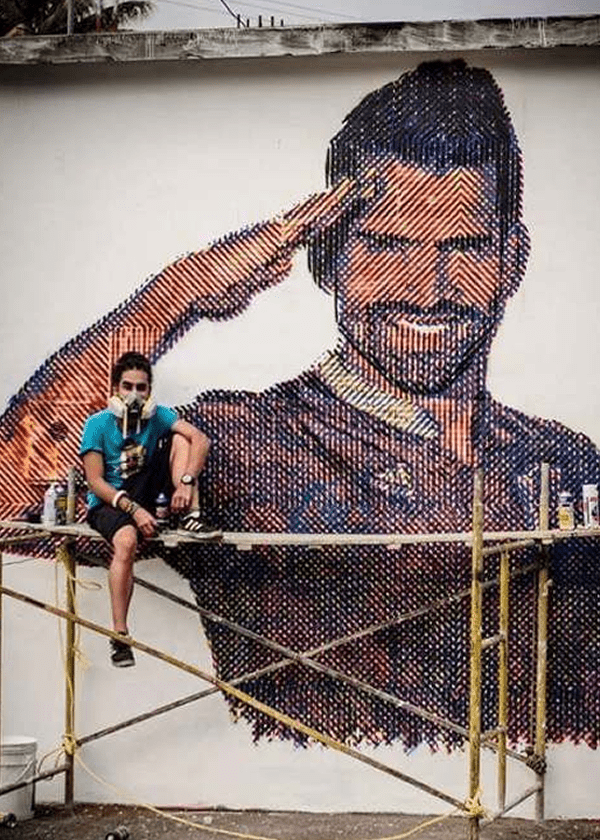
Mural del futbolista venezolano Tomás Rincón por Arlex Campos (2015)

Esta atracción podría considerarse como el motivo que le ha llevado a retratar famosos deportistas venezolanos como Deyna Castellanos, Tomás Rincón, Adalberto Peñaranda y José Miguel Cabrera, además de la medallista olímpica de BMX, Mariana Pajón,como símbolo del deporte colombiano.
En una entrevista concedida a Luis Chataing, en su podcast Conectados, Arlex habla sobre sus primeros pasos en el arte, que lo llevaron a estudiar en la Escuela de Arte “Armando Reverón” del Estado Táchira en 1998,bajo la influencia y enseñanza de la maestra de pintura, Esther Moreno.
Campos estudió en la Escuela de Artes Plásticas Aplicadas “Valentín Hernández Useche” en 2009 y antes de culminar su bachillerato, comenzó a crear obras de Street Art en localidades de San Cristóbal, que hoy día son reconocidas en todo el estado como una huella del artista en la región.
Posteriormente, dio inicio a su formación superior como diseñador gráfico en el Instituto Universitario de Tecnología Antonio José de Sucre para culminar en el año 2015, donde aprendió a combinar su pasión por el arte con los procesos del diseño, a fin de perfeccionar su técnica del stencil.
Se trata de un artista que forma parte del imaginario venezolano y ha logrado representar su talento en esténcil, basado en influencias del Cinetismo de Cruz diez y el Pop Art de Andy Warhol, tanto en obras en Venezuela como en ciudades de renombre como New York, Miami, Chicago, Bloomington y Medellín.

## Obras más significativas
El mural que le otorgó reconocimiento a nivel internacional lo hizo en honor al capitán de la Vinotinto (Selección venezolana de fútbol), Tomás Rincón, ubicado en la Unidad Vecinal. Obra que fue difundida también por el mismo futbolista.
Igualmente, destaca el mural que hizo para la reconocida deportista colombiana, Mariana Pajón, en torno al Festival de Arte Pictopíade Medellín en 2016, donde hizo historia al ser el primer venezolano en presentarse en dicho evento, gracias al impacto de su estilo y técnica de pintura en stencil.
Por otra parte, Arlex Campos pintó un mural en honor al reconocido músico venezolano, Simón Díaz. Dicho mural destaca por su dinamismo y múltiples colores al estilo cinético, pues se trata de un macro retrato de icónico compositor.

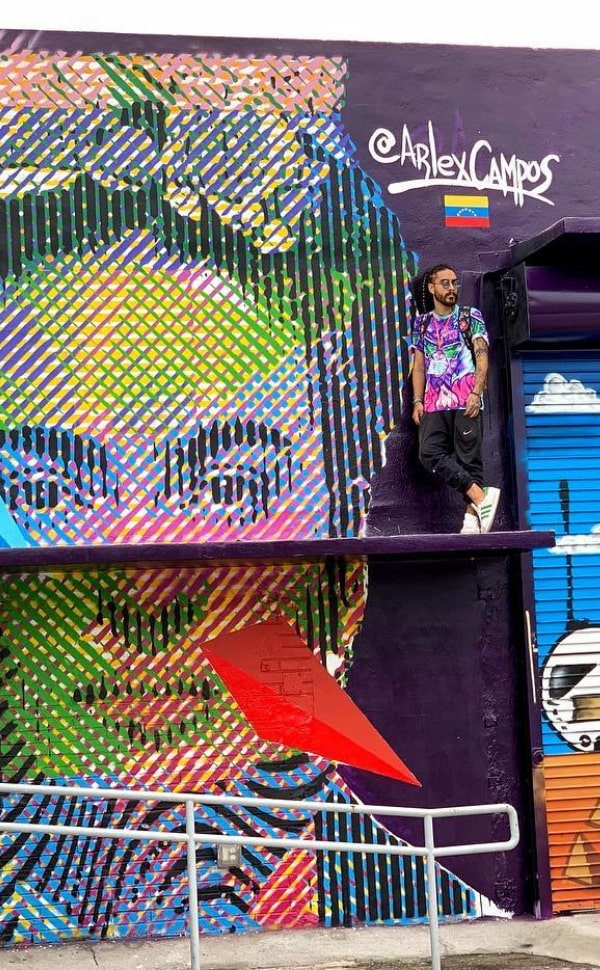
Mural de Frida Kahlo por Arlex Campos (2018)

Otro ícono del deporte venezolano retratado por Arlex, es el beisbolista José Miguel Cabrera, a quien dedicó un mural en la ciudad de Miami, Florida. Así mismo, el artista participó en el Meeting of Styles de 2018, evento de renombre llevado a cabo en uno de los epicentros de arte urbano de mayor importancia en los Estados Unidos, el Distrito de Arte de Wynwood, Miami, lugar en el cual plasmó un mural en homenaje a Frida Kahlo.

## Participación en eventos y galardones artísticos
- Pictopia Medellín, Colombia (2016)(2021).[13]
- Festival Conéctate y Convive, Táchira, Venezuela (2013)(2014)(2015)(2016).[14]
- MAVET: Premiado como joven artista de la ciudad en su XXIV aniversario (2017).[15]
- Asociación Venezolana de Diseñadores y Publicistas: Destacado diseñador gráfico de la ciudad (2018). Juez del concurso de pintura de Caballete en Venezuela.[16]
- Meeting of Styles, Wynwood, Miami, Florida (2018).[11]
- Memoria a todo color, San Carlos, Antioquia, Colombia (2021).[11]